# يو إف سي ليلة القتال: بلايدز ضد دوس سانتوس
يو إف سي ليلة القتال: بلايدز ضد دوس سانتوس (بالإنجليزية: UFC)‏ هو حدث لفنون القتال المختلطة نظمته يو إف سي، أُقيم في 25 يناير 2020، على بي أن سي أرينا في رالي، كارولاينا الشمالية، الولايات المتحدة.